# Station Ratibor Stadtwald
Station Ratibor Stadtwald is een spoorwegstation in de Poolse plaats Racibórz.